# Henri Puget
Henri Puget (* 1813 in Marseille; † nach 1865) war ein französischer Opernsänger (Tenor).

## Leben
Puget studierte am Konservatorium seiner Heimatstadt und erhielt dort Auszeichnungen in den Fächern Gesang, Solfège und Deklamation. Nach Aufenthalten in Algier und Toulon war er an der Oper von Nantes engagiert. Hier sang er Hauptrollen in Les Mousquetaires de la reine und L’éclair von Fromental Halévy, Le comte Ory von Gioachino Rossini und Masaniello von Michele Carafa.
Nach weiteren Engagements in Marseille, Toulouse und Rouen wurde er 1854 an die Opéra-Comique engagiert, wo er unter anderem den Chevalier Desgrieux in der Uraufführung der Oper Manon Lescaut von Daniel-François-Esprit Auber (1856) und den Corilla in Halévys Le Nabab (1853) sang. 1865 wechselte er zum Théâtre-Lyrique. Sein Sohn war der Komponist Paul Puget.

## Quelle
- Musica et Memoria: Prix de Rome 1870–1879 (Abschnitt Paul Puget)

| Personendaten    | Personendaten                     |
| ---------------- | --------------------------------- |
| NAME             | Puget, Henri                      |
| KURZBESCHREIBUNG | französischer Opernsänger (Tenor) |
| GEBURTSDATUM     | 1813                              |
| GEBURTSORT       | Marseille                         |
| STERBEDATUM      | nach 1865                         |